# Luci Arrunci (cònsol 6 dC)
Luci Arrunci (llatí: Lucius Arruntius) va ser un magistrat romà del segle i de la gens Arrúncia. Era fill del cònsol Luci Arrunci, i ell mateix també va ser cònsol l'any 6.
August va dir durant la seva última malaltia que Arrunci no era indigne de l'imperi si tenia prou cor per a apoderar-se'n quan se'n presentés l'oportunitat. Això, i la seva riquesa, talent i reputació, el va fer sospitós a Tiberi. L'any 15 va ser encarregat de reparar els danys causats per una inundació del riu Tíber i va consultar al senat per veure quines mesures es prendrien. Se'l va nomenar governador d'Hispània, però Tiberi, per gelosia, el va retenir a Roma durant deu anys, obligant-lo a governar la província a través de llegats. En una ocasió va ser acusat per Aruseu i Sanquini Màxim, però el van absoldre i els acusadors castigats.
El 37 va tornar a ser acusat, ara de còmplice dels crims d'Albucil·la i condemnat a mort. Els seus amics van tractar de demorar l'execució perquè Tiberi estava molt malalt i a punt de morir, però ell no els va fer cas, ja que coneixia la maldat de Calígula, que havia de ser el nou emperador, i es va tallar les venes.